# Chlorangium euchlorum
Chlorangium euchlorum là một loài tảo trong họ Chlamydomonadaceae, thuộc chi Chlorangium.